# Vincenzo Massoni
Vincenzo Massoni (Roma, 22 gennaio 1808 – Rio de Janeiro, 3 giugno 1857) è stato un arcivescovo cattolico e diplomatico italiano al servizio della Santa Sede.

## Biografia
Fu ordinato sacerdote il 18 settembre 1830. Fu inviato alla nunziatura di Firenze il 30 dicembre 1847, come incaricato d'affari.
Il 16 giugno 1856 fu nominato, da papa Pio IX, internunzio apostolico in Brasile e il 19 giugno arcivescovo titolare di Edessa di Osroene. Fu consacrato il 6 luglio, nella Cappella Paolina del Palazzo del Quirinale, da papa Pio IX, assistito dall'arcivescovo Alessandro Macioti e dal vescovo Giuseppe Palermo, O.E.S.A.
Il 26 settembre fu nominato Delegato apostolico in Argentina, Uruguay e Paraguay e Cile. Mentre era nell'Impero del Brasile, inviò un rapporto alla Santa Sede rilevando che in quei giorni, la situazione pastorale della Chiesa in Brasile, con cinque diocesi paralizzate (Diamantina, Pará, Olinda, Goiás e Ceará) tra le dodici esistenti, era in tragico stato. Ebbe persino un'udienza dal Marchese di Olinda per migliorare i rapporti tra la Chiesa e il governo, l'11 maggio 1857, ma fu colpito dalla febbre gialla e morì il 3 giugno, venendo sepolto il giorno dopo nel Convento dei Cappuccini di Rio de Janeiro.

## Genealogia episcopale
La genealogia episcopale è:
- Cardinale Scipione Rebiba
- Cardinale Giulio Antonio Santori
- Cardinale Girolamo Bernerio, O.P.
- Arcivescovo Galeazzo Sanvitale
- Cardinale Ludovico Ludovisi
- Cardinale Luigi Caetani
- Cardinale Ulderico Carpegna
- Cardinale Paluzzo Paluzzi Altieri Degli Albertoni
- Papa Benedetto XIII
- Papa Benedetto XIV
- Cardinale Enrico Enriquez
- Arcivescovo Manuel Quintano Bonifaz
- Cardinale Buenaventura Córdoba Espinosa de la Cerda
- Cardinale Giuseppe Maria Doria Pamphilj
- Papa Pio VIII
- Papa Pio IX
- Arcivescovo Vincenzo Massoni